# فضيحة شارع كليفلاند
وقعت فضيحة كليفلاند ستريت في عام 1889 ، عندما اكتشفت الشرطة بيت دعارة مثلي الجنس في شارع كليفلاند ، لندن . اتُهمت الحكومة بالتستر على الفضيحة لحماية أسماء الرعاة الرستقراطيين وغيرهم من الرعاة البارزين.
في ذلك التاريخ ، كانت العلاقات الجنسية بين الرجال غير قانونية في بريطانيا ، وكان عملاء بيت الدعارة يواجهون محاكمة محتملة ونبذ اجتماعي معين إذا تم اكتشافهم. ترددت شائعات بأن الأمير ألبرت فيكتور ، الابن الأكبر لأمير ويلز والثاني في خط العرش البريطاني ، قد زار ، على الرغم من عدم إثبات ذلك مطلقًا. على عكس الصحف الأجنبية ، لم تذكر الصحافة البريطانية الأمير مطلقًا ، لكن هذا الادعاء أثر في معالجة القضية من قبل السلطات وأدى إلى تصورات مؤلفي السيرة الذاتية عنه منذ ذلك الحين.
حصلت الشرطة على شهادات تفيد بأن اللورد آرثر سومرست ، فارس أمير ويلز ، كان راعياً. تمكن هو وحارس بيت الدعارة ، تشارلز هاموند ، من الفرار إلى الخارج قبل المحاكمة. وحُكم على المومسات الذكور ، الذين عملوا أيضًا كرسول تلغراف لمكتب البريد ، بأحكام خفيفة ولم تتم مقاضاة أي من العملاء. بعد أن تم تسمية هنري جيمس فيتزروي ، إيرل يوستون ، في الصحافة كعميل ، نجح في رفع دعوى قضائية بتهمة التشهير .
غذت الفضيحة الموقف القائل بأن المثلية الجنسية للذكور كانت رذيلة أرستقراطية أفسدت شباب الطبقة الدنيا. كانت هذه التصورات لا تزال سائدة في عام 1895 عندما اتهم مركيز كوينزبري أوسكار وايلد بأنه مثلي الجنس النشط.

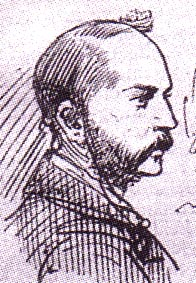
رسم توضيحي للمفتش فريدريك أبيرلين من صحيفة معاصرة

في يوليو 1889 ، كان ضابط الشرطة لوك هانكس يحقق في سرقة من مكتب التلغراف المركزي بلندن. خلال التحقيق ، تم اكتشاف أن صبي تلغراف يبلغ من العمر خمسة عشر عامًا يدعى تشارلز توماس سوينسكو يمتلك أربعة عشر شلنًا ، أي ما يعادل عدة أسابيع من أجره. في ذلك الوقت ، لم يكن يُسمح للأولاد السعاة بحمل أي نقود شخصية أثناء أداء واجباتهم ، لمنع اختلاط أموالهم بأموال العملاء. للاشتباه في تورط الصبي في السرقة ، أحضره كونستابل هانكس للاستجواب. بعد تردده ، اعترف سوينسكو بأنه حصل على المال من العمل كعاهرة لرجل يدعى تشارلز هاموند ، كان يدير بيت دعارة للذكور في 19 شارع كليفلاند. وفقًا لسوينسكو ، تم تقديمه إلى هاموند من قبل كاتب مكتب البريد العام ، هنري نيولوف البالغ من العمر ثمانية عشر عامًا. بالإضافة إلى ذلك ، قام بتسمية صبيان تلغراف يبلغان من العمر سبعة عشر عامًا كانا يعملان أيضًا في هاموند: جورج ألما رايت وتشارلز إرنست ثيكبروم. حصل كونستابل هانكس على أقوال مؤيدة من رايت وثيكبروم واعترافًا بهاتين من نيولوف
أبلغ كونستابل هانكس عن الأمر لرؤسائه وأحيلت القضية إلى المحقق المفتش فريدريك أبيرلين . ذهب المفتش ابإلى بيت الدعارة في 6 يوليو بأمر اعتقال هاموند ونيولوف لانتهاكه المادة 11 من قانون تعديل القانون الجنائي لعام 1885 . ونص القانون على أن جميع الأفعال المثلية بين الرجال ، وكذلك القوادة أو الشروع في مثل هذه الأفعال ، يعاقب عليها بالسجن لمدة تصل إلى سنتين مع الأشغال الشاقة أو بدونها. وجد المنزل مغلقًا وذهب هاموند ، لكن أببرلين كان قادرًا على القبض على حب جديد في منزل والدته في كامدن تاون . في الفترة الفاصلة بين بيانه أمام هانكس واعتقاله ، ذهب نيولوف إلى شارع كليفلاند وحذر هاموند ، الذي هرب بالتالي إلى منزل شقيقه في جرافيسند .